# Polipropileno

Símbolo de Reciclagem - Polipropileno

Polipropileno (PP) ou polipropeno é um polímero termoplástico pertencente ao grupo das poliolefinas, produzido a partir da polimerização por adição do monômero propileno. Pode ser identificado em materiais através do símbolo triangular de reciclável, com um número "5" por dentro e as letras "PP" por baixo. A sua forma molecular é (C3H6)n.
Com diversas aplicações, o polipropileno é o segundo produto plástico mais produzido (depois do polietileno) e é frequentemente usado em embalagens e rótulos, sendo que o mercado global do material em 2015 foi por volta de 60 milhões de toneladas

## Histórico
Os químicos da petrolífera estadunidense Phillips Petroleum, J. Paul Hogan e Robert Banks, polimerizaram o propileno pela primeira vez em 1951, ao transformar o propileno em sólido branco, sendo este o primeiro polipropileno cristalino de alta densidade produzido à baixa pressão.
A descoberta do polipropileno é creditada à Giulio Natta que, em 1954, utilizando catalisadores desenvolvidos por Karl Ziegler, sintetizou o polipropileno isotático e cristalino. Essa descoberta levou à uma produção em larga escala do polipropileno isotático pela empresa química Montecatini a partir de 1957.

## Propriedades Físico-Químicas
O polipropileno possui propriedades muito semelhantes às do polietileno, mas a adição do radical orgânico metil no geral melhora propriedades mecânicas e térmicas e diminui a resistência térmica do polipropileno. As propriedades do polipropileno dependem do seu peso molecular e distribuição do peso molecular, cristalinidade, tipo e proporção do monômero e de sua taticidade. O arranjo isotático, por exemplo, no qual os grupos metil estão orientados para um lado da cadeia de carbonos, cria um maior grau de cristalinidade do polipropileno, resultando em um material mais duro e mais resistente ao fluência do que um polipropileno sindiotático ou atático.

### Propriedades Mecânicas
A densidade do polipropileno é em torno de 0.895 g/cm³ (estado amorfo) e 0.92 g/cm³ (estado cristalino) considerado assim, um polímero de baixa densidade, com temperatura de transição vítrea de aproximadamente -20°C e de fusão variando de 130 à 171°C. Sendo predominantemente de configuração isotática, pode atingir um grau de cristalinidade de até 70%, o que confere ao polímero elevada resistência à tração, rigidez e dureza e resistência à fadiga mecânica.

### Propriedades Térmicas
A fusão do polipropileno ocorre em uma faixa de temperatura, então o seu ponto de fusão é determinado através da varredura diferencial de calorimetria, encontrando a temperatura mais alta no gráfico formado. Um polipropileno perfeitamente isotático possui ponto de fusão de 171°C, enquanto um polipropileno comercial tem uma faixa de fusão variando de 160 à 166°C dependendo da taticidade e da cristalinidade do material. O polipropileno sindiotático com um teor de cristalinidade de 30% tem ponto de fusão de 130°C. Em temperaturas inferiores as de transição vítrea o polipropileno se torna frágil e quebradiço.

### Propriedades Químicas
O polipropileno tem elevada inércia química, sendo insolúvel em quase todos os solventes orgânicos e à temperaturas relativamente elevadas, com exceção de oxidantes fortes. Por essa propriedade, ácidos não oxidativos e bases podem ser armazenadas em recipientes de polipropileno. Em temperatura ambiente, pode ser dissolvido por alguns solventes apolares como xileno, tetralina e decalina.

#### Taticidade
Apesar de existirem polipropileno nas três configurações de taticidade, o mais usado comercialmente é o polipropileno isotático com um índice de 85 à 95% de taticidade que afeta nas suas propriedades físicas. Como os radicais metil- estão permanentemente localizados no mesmo lado da cadeia de carbonos, eles fazem com que a macromolécula assuma uma forma helicoidal, além de aumentar a cristalinidade do material. Um polipropileno atático, em contrapartida, ao não possuir regularidade de disposição do grupo metil, tem menor grau de cristalinidade e assim o material se encontra no estado amorfo.

Polipropileno pode ser categorizado como polipropileno atático (PP-at), com o grupo metil aleatoriamente posicionado, polipropileno sindiotático (PP-st), com o grupo metil- com alternância de posição e polipropileno isotático (PP-it), com o grupo metil alinhado no mesmo lado da cadeia. Essas configuração têm impacto na cristalinidade e nas propriedades térmicas do polipropileno (expressas através do ponto de transição vítrea - Tg e do ponto de fusão - Tm)

#### Estrutura Cristalina
O polipropileno isotático tem alto grau de cristalinidade, variando entre 30-60%, enquanto o polipropileno sindiotático é menos cristalino e o atático apresenta-se no estado amorfo (não-cristalino).

#### Degradação
O polipropileno é suscetível à degradação quando exposto à temperaturas superiores a 100°C. A oxidação geralmente ocorre nos centros de carbono terciários, levando à quebra da cadeia por reação com o oxigênio. Em uso externo, a degradação em função da influência da radiação solar é visível através de rachaduras e fissuras. O material pode ser protegido através do uso de estabilizantes como aditivos absorventes de radiação UV e agentes antioxidantes como fosfitos e fenóis impedidos que previnem a degradação polimérica. A degradação fotoquímica do polipropileno ocorre de forma heterogênea devido à natureza semicristalina do material, a difusão de oxigênio pela massa polimérica ocorre somente na região amorfa fazendo com que a degradação do PP dependa também da sua história térmica.
Comunidades microbianas isoladas de amostras de solo misturadas com amido mostraram ser capazes de degradar o polipropileno. Estudos apontam que o polipropileno pode se degradar no corpo humano como dispositivos implantáveis de malha. 

#### Combustão
Assim como todos os compostos orgânicos, o polipropileno é combustível. O ponto de inflamação de uma composição típica de polipropileno é de 260 ° C; a temperatura de autoignição é de 388 ° C.

## Síntese
Tradicionalmente a síntese do polipropileno envolve a reação do polimerização por adição do  propeno, um subproduto gasoso do refino de petróleo, na presença de um catalisador e sob condições controladas de pressão e temperatura. O tipo de polimerização que ocorre neste processo é a polimerização por coordenação, utilizando-se de catalisadores complexos com metais de transição , como o catalisador Ziegler-Natta que controla a posição do grupo metila na cadeia polimérica de forma ordenada.
Na polimerização por coordenação, o início do crescimento da cadeia polimérica esta coordenadamente ligada ao metal de transição presente no catalisador. O sitio ativo responsável pela ramificação é o sitio formado pelo átomo de carbono do monômero que se liga ao metal com orbital vazio presente no catalisador .Durante a propagação, a espécie reativa gerada na iniciação incorpora sucessivamente moléculas do monômero, formando a cadeia polimérica. Esta etapa da polimerização em cadeia é muito importante, pois, a velocidade da polimerização é influenciada diretamente pela velocidade da propagação. Na terminação, o centro reativo propagante reage de modo espontâneo ou pela adição de algum reagente, interrompendo a propagação do polímero. O reagente mais utilizado é o gás hidrogênio, o qual doa uma átomo de hidrogênio para a cadeia e para separar a mesma do metal.

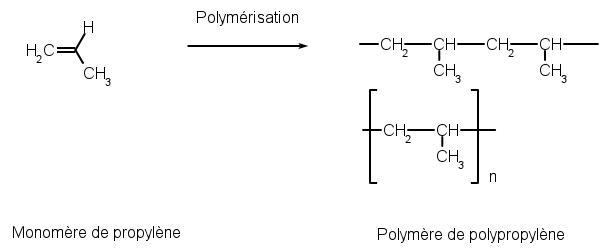
Polimerização do Polipropileno

### Produção Industrial
Os processo de produção do polipropileno industrial pode ser agrupados em polimerização em fase gasosa, polimerização em massa e polimerização em suspensão. Todos os processos de última geração usam sistemas de reatores de fase gasosa ou em massa. 
- Em reatores de fase gasosa e lama, o polímero é formado em torno de partículas de catalisador heterogêneo. A polimerização em fase gasosa é realizada num reator de leito fluidizado, o propeno é passado sobre um leito contendo o catalisador heterogéneo (sólido) e o polímero formado é separado como um pó fino e depois convertido em pastilhas. O gás que não reagiu é reciclado e devolvido ao reator.
- Na polimerização em massa, o propeno líquido atua como um solvente para evitar a precipitação do polímero. A polimerização prossegue a 60 a 80°C e 30-40 atm são aplicados para manter o propeno no estado líquido. Para a polimerização em massa, tipicamente reatores de loop são aplicados. A polimerização em massa é limitada a um máximo de 5% de eteno como comonômero devido a uma solubilidade limitada do polímero no propeno líquido.
- Na polimerização em suspensão, tipicamente alcanos C4-C6 (butano, pentano ou hexano) são utilizados como diluente inerte para suspender as partículas de polímero em crescimento. Propeno é introduzido na mistura como um gás.

## Processos de Manufatura
O polipropileno pode ser submetido à processos de extrusão e moldagem. Os métodos comuns de extrusão incluem a produção de fibras fundidas por fusão e ligadas para formar rolos longos para conversão futura numa vasta gama de produtos úteis, tais como máscaras faciais, filtros e fraldas. A técnica de moldagem mais comum é a moldagem por injeção, que é usada para peças como copos, talheres, frascos, tampas, recipientes, utilidades domésticas e peças automotivas, como baterias. São também utilizadas as técnicas relacionadas de moldagem por sopro e moldagem por sopro por injeção-estiramento, que envolvem extrusão e moldagem.
O grande número de aplicações de uso final para polipropileno é muitas vezes possível devido à capacidade de adaptar as propriedades físico-químicas com alterações propriedades moleculares específicas e aditivos durante sua fabricação. O polipropileno é apreciado por sua fácil processabilidade e excelentes propriedades finais, que incluem densidade baixa, alto brilho e rigidez, resistência térmica e química, entre outras. Por exemplo, aditivos antiestáticos podem ser adicionados para ajudar superfícies de polipropileno a resistir a poeira e sujeira. Muitas técnicas de acabamento físico também podem ser usadas em polipropileno, como usinagem. Tratamentos de superfície podem ser aplicados em peças de polipropileno para promover a adesão de tinta de impressão e tintas.
Além disso, o polipropileno (PP) é o polímero mais comumente utilizado como matriz em compósitos de fibras naturais dos últimos dez anos. Ele possui a capacidade de competir com plásticos de maior custo no mercado e ser utilizado em diferentes  aplicações, devido à sua baixa temperatura de processamento, suas propriedades mecânicas amplas, à sua cristalinidade, ponto de fusão relativamente alto, fase cristalina que mantém resistência mecânica à altas temperaturas, disponibilidade e custo, baixa densidade, entre outros.
O Polipropileno Expandido (EPP) foi produzido através do processamento de estado sólido e fundido. O EPP é fabricado usando o processamento de fusão com agentes de expansão químicos ou físicos. A expansão do PP no estado sólido, devido à sua estrutura altamente cristalina, não foi bem sucedida. A este respeito, duas novas estratégias foram desenvolvidas para expansão do PP. Foi observado que o PP pode ser expandido para fazer EPP através do controle de sua estrutura cristalina ou através da mistura com outros polímeros.

## Aplicações
São muito diversas as aplicações do polipropileno que vão desde produtos obtidos por injeção de moldes, moldação por sopro, fibras e filamentos a filmes e revestimentos de extrusão. Algumas características como estética aprazível, resistência a condições ambientais adversas e ao aquecimento são de extrema importância são razões para a infinidade de aplicações para o material.
Uma das particularidades mais importantes do PP é a sua grande resistência quando sujeito a flexão mesmo em peças finas, podendo ser usado nos sistemas de tubulação de processos de manufatura principalmente quando há necessidade de alta pureza, resistência e rigidez, como no caso destinados ao uso em encanamento potável, aquecimento e resfriamento hidrônico e água recuperada. Este material é frequentemente escolhido por sua resistência à corrosão e à lixiviação química, sua resiliência contra a maioria das formas de dano físico, incluindo impacto e congelamento, seus benefícios ambientais e sua capacidade de ser unida por fusão de calor em vez de colagem. Outras aplicações do polipropileno são rótulos, fibras têxteis como roupa térmica , recipientes reutilizáveis de diversos tipos, altifalantes, equipamento de laboratório e cartões bancários.
Recipientes plásticos resistentes, translúcidos e reutilizáveis feitos em uma ampla variedade de formas e tamanhos para consumidores de várias empresas, como Tupperware, são comumente feitos de polipropileno, embora as tampas sejam feitas de LDPE um pouco mais flexível para que possam se encaixar no recipiente ao fechá-lo. Devido à sua baixa densidade, amplamente utilizado em cordas, porque é leve o suficiente para flutuar na água.

### Medicina
Muitos itens de plástico para uso médico ou de laboratório podem ser feitos de polipropileno, porque ele pode suportar o calor em uma autoclave e por ser um material de baixa toxicidade. Seus usos são diversos, indo desde de não-tecidos  que tem ganhado cada vez mais espaço nos centros cirúrgicos e salas de exame por serem resistentes, mas também descartáveis e uma solução mais segura contra a contaminação até seringas com baixo custo e descartáveis, evitando quase totalmente o risco de contaminação.
O polipropileno tem sido usado em operações de correção de hérnia e prolapso de órgãos pélvicos para proteger o corpo de novas hérnias no mesmo local. Um pequeno pedaço do material é colocado sobre o ponto da hérnia, abaixo da pele, é indolor e raramente, ou nunca, rejeitado pelo corpo. No entanto, uma tela de polipropileno corroerá o tecido que o rodeia durante o período incerto de dias até anos.Uma aplicação notável foi como uma malha transvaginal, usada para tratar prolapso vaginal e incontinência urinária concomitante. Devido à propensão acima mencionada para a tela de polipropileno corroer o tecido que a envolve, a agência federal do Departamento de Saúde e Serviços Humanos dos Estados Unidos emitiu várias advertências sobre o uso de kits médicos para certas aplicações no prolapso de órgãos pélvicos devido a um aumento contínuo no número de erosões teciduais causadas por malhas relatadas pelos pacientes nos últimos anos.
Além disso, o polipropileno apresenta vantagens para uso na área odontológica. Os processos de esterilização no ambiente odontológico utilizam embalagens que devem ser atóxicas. O grau cirúrgico é a embalagem mais utilizada em autoclave, porém possui alto custo. Como alternativa, estudos vêm sugerindo o uso do polipropileno.
Utensílios Domésticos
Conforme o SBRT, Serviço Brasileiro de Respostas Técnicas (2007), o processo de transformação de plástico utilizado é o de injeção. Nesse caso, a máquina injetora é o equipamento responsável pela transformação de materiais termoplásticos, podendo ser a máquina vertical, horizontal ou rotativa. 
Tratando mais especificamente do processo de transformação, a injeção é um processo cíclico, o qual envolve as operações de plastificar (fundir) a matéria prima (termoplástico, no caso, polipropileno) e injetar (deslocar) para um molde refrigerado com o formato da cadeira. Com a solidificação do polímero no formato desejado, é feita a retirada do moldado. 
O molde de injeção para a cadeira, é em forma de bloco, construído em metal, bi ou tripartido, cuja função é conter uma ou mais cavidades para receber o polipropileno fundido, dando forma de cadeira. 
Ainda conforme o SBRT (2007), o polipropileno (PP) possui as seguintes propriedades: 
- Incolor e inodoro;
- Termoplástico, com um ponto de amolecimento em torno de 120°C
- Não higroscópico, ou seja, não absorve umidade do ar;
- Baixa densidade, varia de 0,90 – 0,93g/cm3
- Boa dureza superficial, alta cristalinidade (60-70 %)

- Tem elevada resistência química, e boa resistência térmica
- Fácil moldagem e baixo custo.

Contudo, Miguel (2010) aponta que o polipropileno é um material pouco tenaz e com baixa resistência ao impacto. Assim, para contornar esse problema, é possível utilizar a aditivos de reforço. Um dos principais aditivos é o talco, material muito utilizado como carga no polipropileno. O talco eleva a rigidez e resistência à alta temperatura nos homopolímeros de polipropileno. Há ainda outros aditivos para melhorar as propriedades do polipropileno, como o carbonato de cálcio, que aumenta a estabilidade térmica e dimensional. 

## Reciclagem
Polipropileno é reciclável e possui o número 5 como código de identificação de reciclagem. Ele é comumente reutilizado dentro do setor automobilístico, principalmente com o produto "para choque", por possuir propriedades que permitem a reciclagem com maior facilidade. 

No setor automobilístico a reciclagem é essencial para a reutilização dos recursos aplicados durante a vida útil de um automóvel e existe um crescente interesse da indústria automotiva nas atividades relacionadas à proteção ambiental.